# Сапсаїв Став
Сапсаїв став — озеро (ставок) на території Пуща-Водицького лісу, на північній околиці селища Пуща-Водиця, поблизу вулиці Лісної. Є одним з чотирьох ставків на річці Горенка і одним з двох в межах міста — далі річка протікає територією села Горенка, де влаштовано ще два ставки.

## Історія створення
Сапсаїв став утворився внаслідок загачення річки Горенка. Показаний на картах середини XIX століття.

## Розташування
Гребля знаходить в місці перетину з вулицею Селянською. Озеро розташоване на рівнині у лісі.

## Гідрологічні параметри
Довжина — 1,6 км, максимальна ширина — до 90 м.

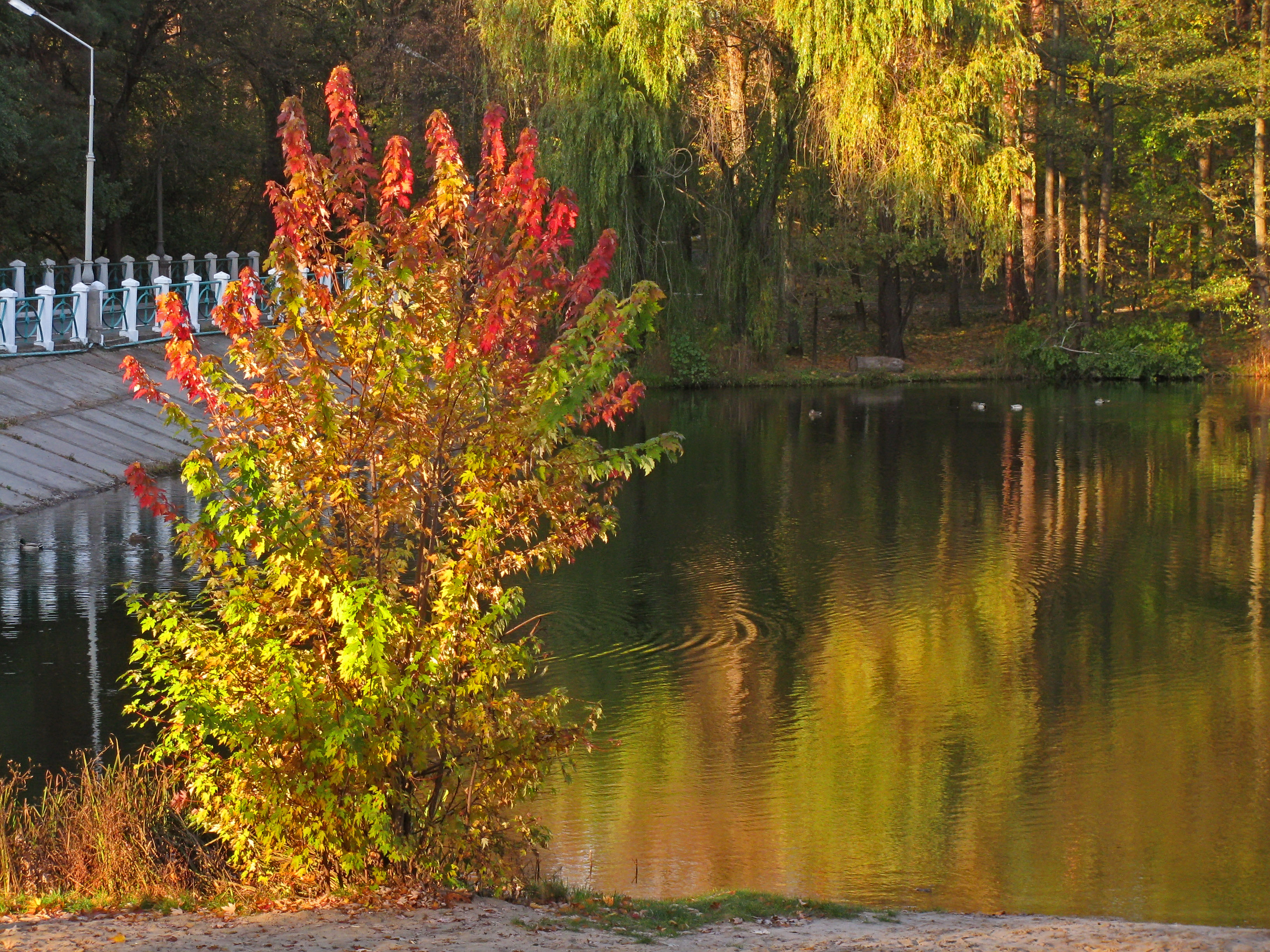
Сапсаїв Став, санаторій Пуща-Озерна
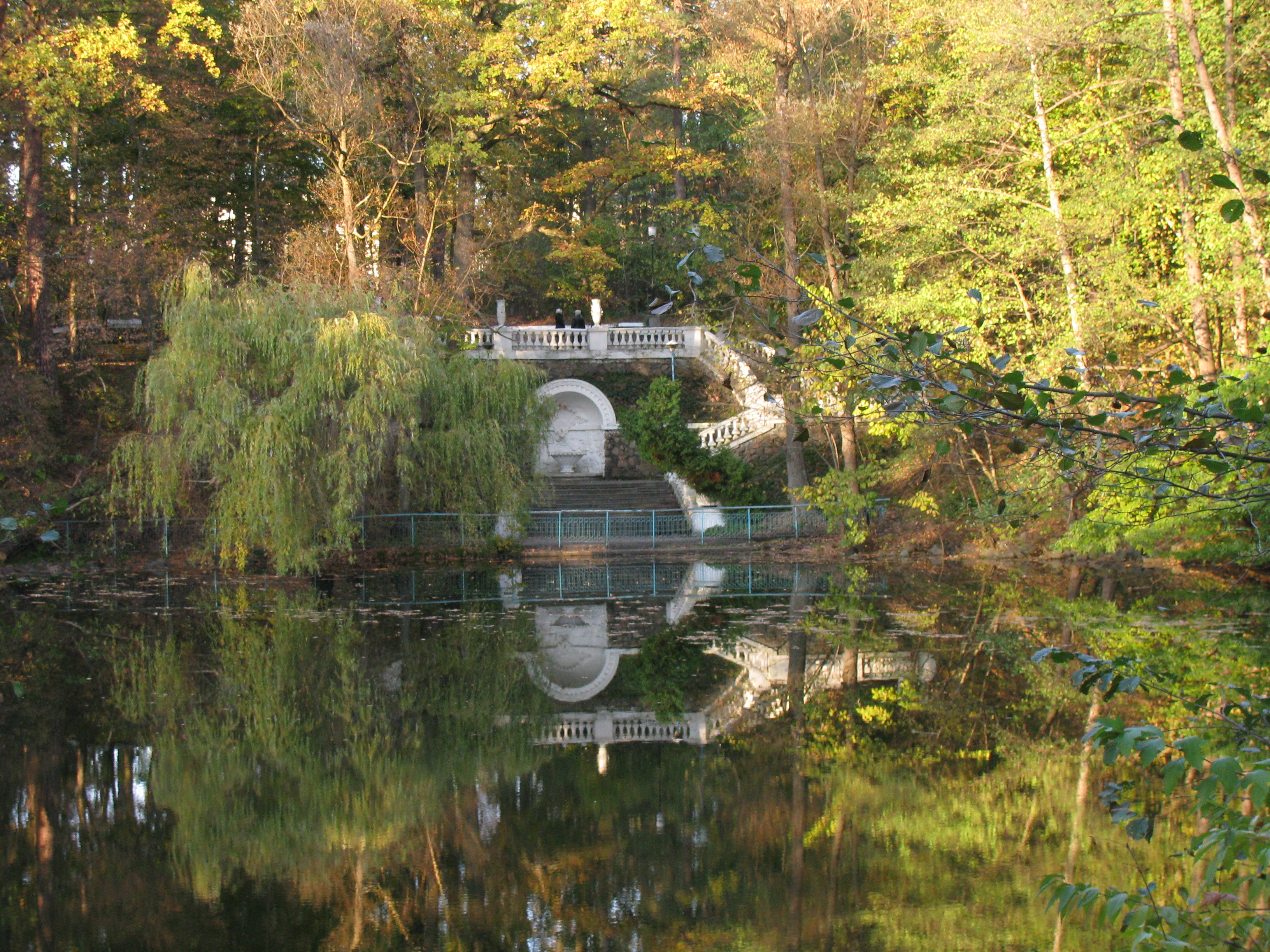
Сапсаїв Став, Пуща-Озерна
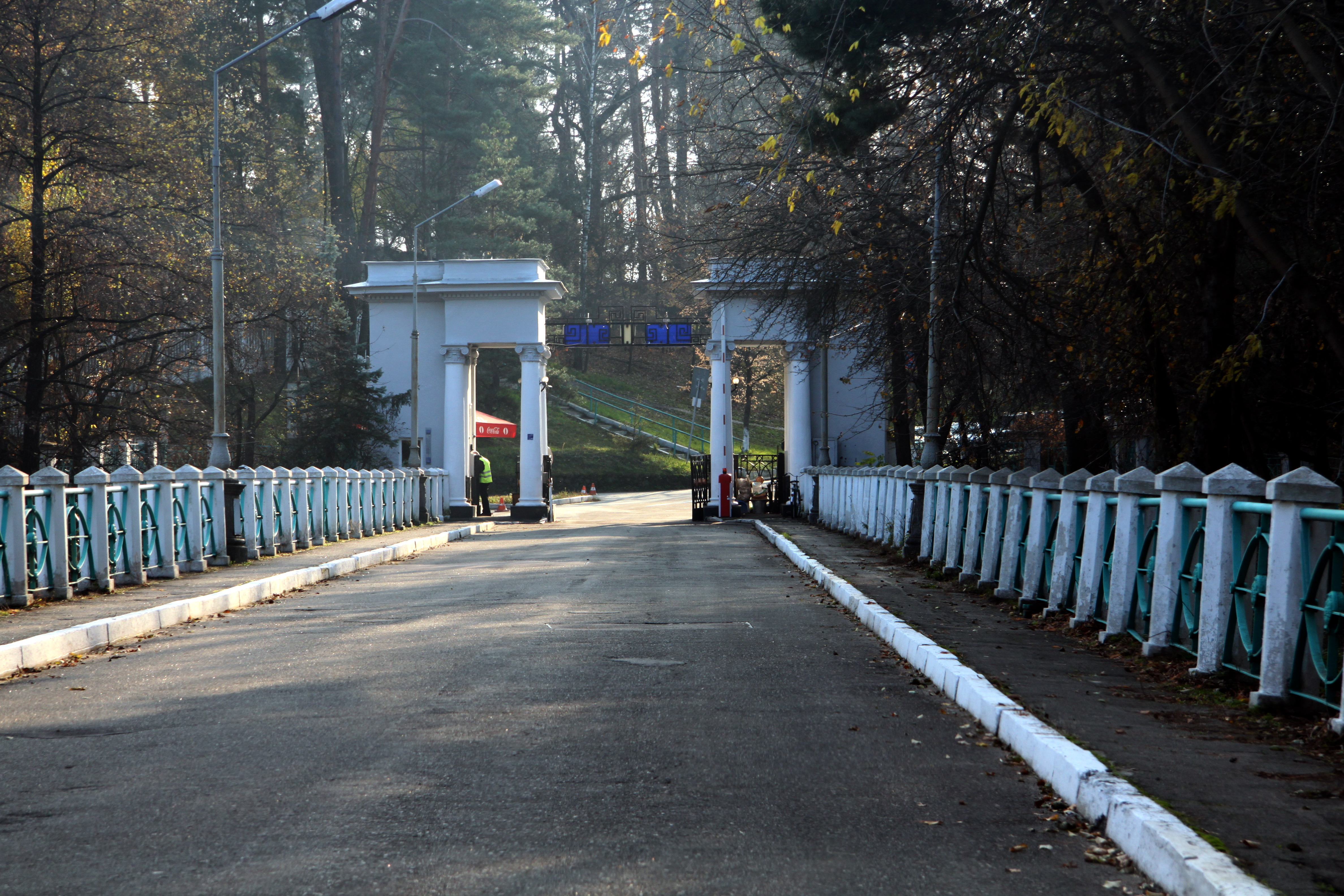
Дамба ставу, Пропілеї (санаторій «Пуща-Озерна»)